# Vliegveld B.89 Mill
Vliegveld Mill (geallieerde codenaam B.89 Mill, lokaal ook bekend als Vliegveld de Kuilen) is een voormalig vliegveld uit de Tweede Wereldoorlog ten noorden  van het Nederlandse dorp Mill. Het is in gebruik geweest van 1 januari 1945 tot 15 april 1945.

## Aanleg
De geallieerden wilden in het zuidoosten van bevrijd Nederland nieuwe vliegvelden aanleggen. Vanaf daar konden ze luchtsteun bieden aan de 1st Canadian Army. Zo kwam er een vliegveld noordwestelijk van het Brabantse dorp Mill. Op het uitgekozen terrein dat lokaal bekend stond als "de Kuilen" had enkele decennia eerder (op 29 en 30 juni 1911) al eens een vliegdemonstratie plaatsgevonden.
Dit veld kreeg de codenaam B.89. Het vliegveld bood ruimte aan twee wings jachtvliegtuigen. Het kreeg één start- en landingsbaan van 1400 m lengte en moest uiterlijk in maart 1945 klaar zijn voor operationeel gebruik.
Eind december 1944 inspecteerde de commandant van de 14 Army Group Royal Engineers (14AGRE) de locatie. Hierna stelde hij de plannen bij. Het veld moest al in februari 1945 klaar zijn voor vijf squadrons met jachtvliegtuigen.
De Engelsen huisvestten ook het Royal Air Force-personeel op het vliegveld. Dat betekende de bouw van een groot legeringskamp. Op 1 januari 1945 begonnen de geallieerden met de bouw van het vliegveld. Een deel van benodigde materialen werd via het Duits Lijntje aangevoerd. Het werd een omvangrijk complex: er werden dienstgebouwen neergezet en huisvesting gebouwd voor het RAF-personeel, in totaal 72 barakken en 140 nissenhutten. Begin februari waren de startbaan en een deel van het vliegveld klaar.

## Operatie Veritable
Mill was dus net op tijd klaar voor operatie Veritable. Deze operatie richtte zich op de verovering van een deel van het Duitse Rijnland. Om de operatie te ondersteunen stationeerden de geallieerden 146 Wing op B.89. Deze eenheid beschikte over Hawker Typhoon-jachtbommenwerpers. De wing voerde boven het front patrouillevluchten uit om luchtsteun aan de grondtroepen te geven. Daarnaast voerden zij tot ongeveer april 1945 tactische fotoverkenningen en speciale opdrachten uit. Daarna verhuisde 146 Wing naar Duitsland. De 35 Reconnaissance Wing bleef achter. Deze eenheid beschikte over Mustangs en Spitfires. Zij waren sinds begin maart aanwezig op Mill.
Na de Duitse overgave kregen de oorspronkelijke eigenaren het terrein terug. Een aantal jaren later viel het ten prooi aan een enorme zandafgraving. Van het voormalige vliegveld zijn geen sporen meer achtergebleven.